# どぶさらい劇場
『どぶさらい劇場』（どぶさらいげきじょう）は『コミックスコラ』1993年4月6日号（創刊号）から1994年4月5日号（休刊号）まで全24回にわたり連載された鬼畜系ギャグ漫画。作者は山野一。スコラ版単行本は成年コミックに指定されている。
掲載誌の休刊により連載版は主人公の女が違法薬物を注射されて覚醒する段階で完結を迎えたが、1994年7月にエピローグを含む4話分の描き下ろしを加えた単行本がスコラから刊行された。 
本作は山野一名義の単行本では『四丁目の夕日』以来となる長編作品で、現時点において山野一名義による最後の長編作品である。ただし、単行本は絶版のため現在は入手困難となっている。

## 概要
本作はある女の転落人生を250ページ以上にわたり描いた鬼畜系の長編作品でエログロやスカトロなど圧倒的な倒錯描写で全ページが覆い尽くされている。後半からは神の描写に始まる精神世界の様子をヒンドゥー教の宗教観も交えて表現し、1995年に発覚したオウム真理教事件に先駆けてカルト新興宗教団体の栄枯盛衰を壮大なスケールで描いている（山野は連載終了後、妻のねこぢるとバラナシを放浪中に地下鉄サリン事件を知った）。
山野一は本作以降、妻のねこぢるの創作活動を全面的に補佐することが主な活動となった。それと同時に山野本来の作風を受け入れる雑誌が休廃刊によって減ったことも重なり、以降発表された山野単独による鬼畜漫画は『マガジン・バン』誌に1997年から1999年まで連載された2頁連載のギャグ漫画「たん壺劇場」程度に留まっている。このような経緯から本作が山野鬼畜漫画の事実上集大成といえる作品になっている。

## あらすじ
ある日、社長令嬢で女子大生の葦屋エリ子は、運転するポルシェで人身事故を起こしてしまう。轢いた相手は手取り13万8千円の冴えない工員の男だった。本来ならば保険を適用して示談で事無きを得るものだが、あろうことか車の任意保険は期限切れだった。
さらに追い打ちをかけるように、エリ子の父親が経営していた会社がバブル崩壊によって倒産する。一家は夜逃げを試みるも、被害者の妻まさみは興信所を使って夜逃げ先のアパートを突き止め、その場で賠償金を請求する。まさみの傲慢な態度に逆上したエリ子は包丁でまさみを刺し殺そうとするも逆に返り討ちに遭い、人質として被害者家族の都営住宅に拉致されてしまう。ほどなくエリ子の両親も彼女を見捨て蒸発する。こうして慰謝料7千万円を支払えない「元・社長令嬢」は、人身事故によって大ケガを負わせてしまった低所得者の家庭で飼い殺しされることになる。
そこでエリ子は一時的にまさみに服従して信用を得る作戦に出る。すっかりエリ子を信用したまさみは、怪力を持つ知恵遅れの一人息子きよしと結婚すれば今までの事は水に流すと言い出す。エリ子はこれを受諾、安心したまさみの隙をついてエリ子は自分と鎖で繋がれたきよしの右手を斧で切り落とし脱出を試みるが、まさみに見つかり失敗。激昂したまさみは罰としてエリ子を汲み取り式便所の糞壺に叩き落として蓋をしてしまう。
一週間も経った頃、ついにエリ子は発狂し、肉体と精神が分裂。光の面を持ったもう一人のエリ子が実体となって現実世界に現れる。まさみはエリ子の変貌ぶりに驚き、エリ子を糞壺から引きずり出す。その後、まさみの願い通りにエリ子ときよしは結婚する。
この光の面を持つエリ子は手を触れるだけで人の怪我を治癒できる超能力を身につけていた。それを見た新興宗教「大日本まごころ教団」の理事長・佐伯博文はエリ子を神として教団に迎えようとする。それまで神としてこの教団で崇められていたつるの一派は粛正され、エリ子は神として君臨することとなる。
持ち前の超能力によって、エリ子は神として信者に崇められるが、佐伯がエリ子の能力を増強するべく大量に投与した覚醒剤によってエリ子は徐々に精神を病んでしまう。エリ子の能力がほぼ限度に達したと判断した佐伯はエリ子の心を覗くと、そこには実体と分離してしまった以前のエリ子がいた。以前のエリ子も支配しようと目論んだ佐伯はエリ子の意識を現実世界に飛ばしてみせた。ところが行き先をエリ子に明示してやらなかった為にエリ子の意識は昭和46年に飛び、東北にある寒村のキチガイ強姦魔・堀田茂作の中に入り込む。
その一方で欲にかられたまさみは、佐伯がエリ子の意識に入って放心している隙に佐伯を刺殺する。その後、まさみは次々に教団実力者を暗殺し、教団の最高実力者となる。ところが既に薬物依存症になっていたエリ子は集会で幻覚に襲われ、教団の信者全員を超能力で焼き殺してしまう。これによって信者は激減、多額の借金とスキャンダルで教団は崩壊する。
それから10年の月日が流れ、再び資産家となったエリ子の両親は探偵を雇いエリ子と再会するが、薬物中毒となって路地裏の廃工場で体を売る零落しきったエリ子の姿を見て余りの変貌ぶりに現実を直視せず、そのまま去っていく。この日、廃工場にやって来た来客は、元のエリ子の精神が飛んだ堀田茂作その人であった。そして二人は交わり、エリ子の自我は30年ぶりに奇跡の再会を果たす。
ただ、そんなことは荒廃し尽くしたエリ子の魂にとって大した意味を持たなかった。

## 登場人物
- 葦屋エリ子
- 岸本まさえ
- 岸本きよし
- 堀田茂作
- 佐伯博文
- 丑松
- つる
- 神

## 初出
| 作品名            | 初出                              |
| ----------------- | --------------------------------- |
| Vol.1 プロローグ  | コミックスコラ 1993年4月6日号     |
| Vol.2 零落        | コミックスコラ 1993年4月20日号    |
| Vol.3 侮辱        | コミックスコラ 1993年5月18日号    |
| Vol.4 拉致        | コミックスコラ 1993年6月1日号     |
| Vol.5 監禁        | コミックスコラ 1993年6月15日号    |
| Vol.6 孤立        | コミックスコラ 1993年7月6日号     |
| Vol.7 反抗        | コミックスコラ 1993年7月20日号    |
| Vol.8 屈従        | コミックスコラ 1993年8月3日号     |
| Vol.9 分裂        | コミックスコラ 1993年8月17日号    |
| Vol.10 変換       | コミックスコラ 1993年9月7日号     |
| Vol.11 無垢       | コミックスコラ 1993年9月21日号    |
| Vol.12 結婚       | コミックスコラ 1993年10月5日号    |
| Vol.13 彷徨       | コミックスコラ 1993年10月19日号   |
| Vol.14 奉仕       | コミックスコラ 1993年11月2日号    |
| Vol.15 失望       | コミックスコラ 1993年11月16日号   |
| Vol.16 淫祠       | コミックスコラ 1993年12月7日号    |
| Vol.17 業火       | コミックスコラ 1993年12月21日号   |
| Vol.18 当惑       | コミックスコラ 1994年1月4日号     |
| Vol.19 対立       | コミックスコラ 1994年1月18日号    |
| Vol.20 憎悪       | コミックスコラ 1994年2月1日号     |
| Vol.21 異常       | コミックスコラ 1994年2月15日号    |
| Vol.22 対話       | コミックスコラ 1994年3月1日号     |
| Vol.23 業欲       | コミックスコラ 1994年3月15日号    |
| Vol.24 覚醒       | コミックスコラ 1994年4月5日号     |
| Vol.25 闘争       | 描き下ろし スコラSC 1994年7月29日 |
| Vol.26 探求       | 描き下ろし スコラSC 1994年7月29日 |
| Vol.27 崩壊       | 描き下ろし スコラSC 1994年7月29日 |
| Vol.28 エピローグ | 描き下ろし スコラSC 1994年7月29日 |

## 単行本
※いずれも絶版のため通常の書店では入手不可能
スコラ版
初版発行：1994年7月
青林堂版
初版発行：1999年7月

## 関連作品
- 夢の島で逢いましょう（第1作）
- 四丁目の夕日（第2作）
- 貧困魔境伝ヒヤパカ（第3作）
- 混沌大陸パンゲア（第4作）
- どぶさらい劇場（第5作）